# Ервін Пайр
Ервін Пайр (нім. Erwin Payr; 17 лютого 1871, Інсбрук — 6 квітня 1946, Лейпциг) — австрійсько-німецький хірург, генерал-майор медичної служби резерву вермахту.

## Біографія
У 1894 році закінчив медичний факультет Інсбруцького університету. З 1902 року екстраординарний, з 1907 року — ординарний професор університетської хірургічної клініки в Грайфсвальді, з 1910 року — в Кенігсберзі. Учасник Першої світової війни, військовий медик. З 1911 по 1936 рік — директор хірургічної клініки Лейпцизького університету. В лютому 1937 року вийшов на пенсію. З початком Другої світової війни зарахований в резерв медичного корпусу вермахту, працював у військових шпиталях Лейпцига.
Ервін Пайр опублікував близько 280 наукових робіт, включаючи 6 підручників і посібників. У 1908 році він запропонував оригінальну методику оперативного лікування гідроцефалії. Вніс великий внесок у розвиток реконструктивної хірургії кісток і суглобів, у розробку методів операцій при зобі; одним з перших в світі довів можливість приживлення аутотрансплантатів щитоподібної залози. Відомі також праці Пайра, присвячені хірургічному лікуванню гострого апендициту, захворювань шлунка, дванадцятипалої кишки, хірургії судин тощо. Ервін Пайр запропонував метод пілоропластики набув широкого поширення в практичній хірургії. Ім'я Пайра носять запропоновані ним затискачі, що застосовуються при резекції шлунка і кишки, жолобоватий зонд, пункційна голка, хрестоподібна пов'язка. Хворобою Пайра названий симптомокомплекс при стенозі товстої кишки, обумовлений її перегином в зоні селезінкової кривизни. Ім'я Пайра носить кафедра травматології і реконструктивної хірургії університету Грайфсвальда. 
Ервін Пайр разом з Г. Кюттнером з 1910 року був редактором німецького журналу «Успіхи хірургії та ортопедії».

## Нагороди
- Орден Червоного орла 4-го класу (28 вересня 1911)
- Залізний хрест 2-го і 1-го класу
- Орден Альберта (Саксонія)
  - офіцерський хрест з мечами (22 листопада 1914)
  - командорський хрест 2-го класу з мечами (20 жовтня або 28 листопада 1916)
- Королівський орден дому Гогенцоллернів, лицарський хрест з мечами (20 лютого 1915)
- Почесний доктор ветеринарного факультету Лейпцигського університету (1924)
- Почесний хрест ветерана війни з мечами
- Хрест Воєнних заслуг 2-го класу з мечами
- Медаль Гете за мистецтво і науку (1941)